# استیون رایت
استیون رایت (انگلیسی: Steven Wright؛ زادهٔ ۶ دسامبر ۱۹۵۵) یک هنرپیشه اهل ایالات متحده آمریکا است.
از فیلم‌ها یا برنامه‌های تلویزیونی که وی در آن نقش داشته است می‌توان به قاتلین بالفطره، قهوه و سیگار، بی‌کلام، ناامیدانه در جستجوی سوزان، شکلک، آجیل مخلوط، مردان محترم، برای بهتر یا بدتر، بازنده و قرار ملاقات‌های دنیس جنینگز اشاره کرد.